# AxCrypt
AxCrypt  este un software GNU cu licență gratuită care permite utilizarea unor metode puternice de criptare pentru sistemele Windows și MacOS. Integrat cu managerul de fișiere nativ al sistemului, permite comprimarea, ștergerea, criptarea și editarea în modalitate foarte simplă. Este un software complet de criptare, dezvoltat în Suedia de către Svante Seleborg pentru AxCrypt AB. Primitivele sale criptografice sunt AES și SHA-1.